# Hongrie aux Jeux olympiques d'hiver de 1952
Cet article contient des informations sur la participation et les résultats de la Hongrie aux Jeux olympiques d'hiver de 1952, qui ont eu lieu à Oslo en Norvège.

## Médaillés
| Médaille | Nom                       | Sport               | Épreuve |
| -------- | ------------------------- | ------------------- | ------- |
| Bronze   | Marianna Nagy László Nagy | Patinage artistique | Couples |

## Résultats

### Ski alpin
| Athlète        | Épreuve      | Course 1     | Course 1 | Course 2     | Course 2     | Total        | Total        |
| Athlète        | Épreuve      | Temps        | Rang     | Temps        | Rang         | Temps        | Rang         |
| -------------- | ------------ | ------------ | -------- | ------------ | ------------ | ------------ | ------------ |
| József Piroska | Slalom géant |              |          |              |              | 3 min 39 s 3 | 79           |
| József Piroska | Slalom       | 1 min 33 s 5 | 78       | Non qualifié | Non qualifié | Non qualifié | Non qualifié |

| Athlète                 | Épreuve      | Course 1     | Course 1 | Course 2     | Course 2 | Total        | Total |
| Athlète                 | Épreuve      | Temps        | Rang     | Temps        | Rang     | Temps        | Rang  |
| ----------------------- | ------------ | ------------ | -------- | ------------ | -------- | ------------ | ----- |
| Ildikó Szendrődi-Kővári | Descente     |              |          |              |          | 2 min 18 s 5 | 32    |
| Ildikó Szendrődi-Kővári | Slalom géant |              |          |              |          | 2 min 41 s 7 | 37    |
| Ildikó Szendrődi-Kővári | Slalom       | 1 min 14 s 7 | 25       | 1 min 15 s 6 | 33       | 2 min 30 s 3 | 30    |

### Ski de fond
| Épreuve | Athlète      | Course        | Course |
| Épreuve | Athlète      | Temps         | Rang   |
| ------- | ------------ | ------------- | ------ |
| 18 km   | Pál Sajgó    | 1 h 13 min 25 | 53     |
| 50 km   | Ignác Berecz | 4 h 46 min 23 | 31     |
| 50 km   | Pál Sajgó    | 4 h 38 min 34 | 27     |

### Patinage artistique
| Athlète      | Figures imposées | Libre | Points  | Places | Rang |
| ------------ | ---------------- | ----- | ------- | ------ | ---- |
| György Czakó | 14               | 12    | 132,233 | 112    | 12   |

| Athlète      | Figures imposées | Libre | Points  | Places | Rang |
| ------------ | ---------------- | ----- | ------- | ------ | ---- |
| Eszter Jurek | 24               | 19    | 121,478 | 199    | 23   |

| Athlètes                  | Points | Places | Rang               |
| ------------------------- | ------ | ------ | ------------------ |
| Éva Szöllösy Gábor Vida   | 9,244  | 91,5   | 10                 |
| Marianna Nagy László Nagy | 10,822 | 31     | Médaille de bronze |

### Patinage de vitesse
| Épreuve  | Athlète        | Course        | Course |
| Épreuve  | Athlète        | Temps         | Rang   |
| -------- | -------------- | ------------- | ------ |
| 500 m    | József Merényi | 46 s 7        | 32     |
| 500 m    | Ferenc Lőrincz | 46 s 1        | 28     |
| 1 500 m  | József Merényi | 2 min 26 s 1  | 21     |
| 1 500 m  | Ferenc Lőrincz | 2 min 23 s 7  | 10     |
| 5 000 m  | József Merényi | 8 min 56 s 6  | 26     |
| 5 000 m  | Ferenc Lőrincz | 8 min 51 s 2  | 21     |
| 10 000 m | József Merényi | 18 min 09 s 0 | 17     |